# París-Tours 1952
La París-Tours 1952 fue la 46ª edición de la clásica París-Tours. Se disputó el 5 de octubre de 1952 y el vencedor final fue el francés Raymond Guegan del equipo Alcyon-Dunlop, que se impuso al sprint.  

## Clasificación general[3]
|    | Ciclista        | Equipo              | Tiempo     |
| -- | --------------- | ------------------- | ---------- |
| 1  | Raymond Guegan  | Alcyon-Dunlop       | 6h 11' 30" |
| 2  | Briek Schotte   | Stella-Huret-Dunlop | m.t.       |
| 3  | Louis Caput     | Delangle            | m.t.       |
| 4  | Jan De Valck    | Alcyon-Dunlop       | m.t.       |
| 5  | Louison Bobet   | Bottecchia          | m.t.       |
| 6  | André Darrigade | La Perle-Hutchinson | m.t.       |
| 7  | Karel De Baere  | Mercier-Hutchinson  | m.t.       |
| 8  | Albert Dolhats  | La Perle-Hutchinson | m.t.       |
| 9  | Émile Baffert   | Mercier-Hutchinson  | m.t.       |
| 10 | Attilio Redolfi | Vicini              | m.t.       |